# Коробков, Василий Васильевич
Васи́лий Васи́льевич Коробко́в (1884—1968) — советский военачальник, полковник, донской казак, участник Первой мировой, Гражданской и Великой Отечественной войн. В годы Гражданской войны с 30 октября 1920 года по 3 мая 1921 года командовал 11-й кавалерийской дивизией 1-й Конной армии. Член РКП(б)/ВКП(б)/КПСС с 1919 года.

## Биография
Родился в 1884 году в Области Войска Донского в казачьей семье.
В рядах Русской императорской армии участвовал в Первой мировой войне, к её концу имел звание вахмистра.

Участвовал Гражданской войны на стороне РККА, в которой находился с момента её основания. С 1918 года занимал различные должности в 1-й сводной кавалерийской дивизии, переименованной затем в Отдельную кавалерийскую дивизию 10-й арми, а затем в 4-ю кавалерийскую дивизию. Дивизией командовал Борис Думенко, помощником у него был Семён Будённый. В составе дивизии Коробков участвовал в обороне Царицына и других боевых делах, в частности, Ростово-Новочеркасской, Доно-Манычской, Тихорецкой и Кубано-Новороссийской операциях, в ходе которых командовал 24-м кавалерийским полком 3-й бригады 4-й кавалерийской дивизии. Бригадой командовал будущий Маршал Советского Союза Семён Константинович Тимошенко, затем в течение долгого времени — Андрей Антонович Чеботарёв. Начальником дивизии после того, как С. М. Будённый был назначен командиром конного корпуса, был его соратник калмык Ока Городовиков. Особо отличился Коробков 1 марта 1920 года в ходе Егорлыкского сражения, за что приказом Реввоенсовета 1-й Конной армии был награждён орденом Красного Знамени. Приказом РВСР № 40 от 14 февраля 1922 года награждение было утверждено. В приказе отмечалось:  
…он, руководя операциями вверенного ему полка, отбил несколько решительных атак превосходных сил противника. Несмотря на то что в этом бою тов. Коробков был ранен, он все же не покинул передовых цепей вверенного ему полка, непрерывно руководя их успешными боевыми действиями, чем содействовал общему успеху операции.
 Ко времени перехода 1-й Конной армии за Юго-Западный фронт он командовал 21-м кавалерийским полком, первым командиром которого был донской казак, один из первых кавалеров ордена Красного Знамени Константин Булаткин, затем полком командовал ветеран 1-й Конной армии, впоследствии начдив 4-й кавалерийской Фёдор Литунов, погибший на Польском фронте под Львовом, а его помощником, затем заменившим его после ранения — донской казак Дмитрий Рябышев. Полк входил в состав 2-й кавалерийской бригады 4-й кавалерийской дивизии. Бригадой на этот момент командовал будущий генерал армии Иван Тюленев.

21-й кавполк 2-й бригады вел казак В. В. Коробков, награждённый за подвиги орденом Красного Знамени. Этот полк, как и многие другие полки Конармии, был школой героев. В его рядах я видел командиров эскадронов ставропольца Федора Ремизова и царицынского рабочего Антона Лопатина. В годы Великой Отечественной войны первый из них командовал танковой дивизией, другой корпусом и некоторое время армией.
— С. М. Будённый
Далее в числе выдающихся бойцов и командиров 21-го полка С. М. Будённый называет в том числе братьев Скляровых, братьев Зинченко, братьев Лелюшенко, младший из которых, Дмитрий, впоследствии стал генералом армии, Дважды Героем Советского Союза, а также помощника командира полка Феофана Пархоменко — «отчаянного рубаку, человека большой физической силы и неукротимой отваги».
Затем Коробков участвовал в Советско-польской войне — в знаменитом Житомирском прорыве Польского фронта 1-й Конной армией, Новоград-Волынской, Ровенской и  Львовской наступательных операциях, ударе на Замостье и прорыве из окружения на соединение с войсками Красной армии.
Особо отличился при разгроме во время контрнаступления Южного фронта против войск Врангеля, в ходе которого 1-я Конная армия совершила рейд в глубокий тыл врангелевских войск и попала под удар отступающих частей противника. 30 октября 1920 года в бою под Агайманом погибли ветеран 1-й Конной армии, уроженец станицы Платовской, соратник Будённого по организации его первого кавалерийского отряда начальник 11-й кавалерийской дивизии Фёдор Максимович Морозов, комиссар дивизии, политработник и поэт Павел Васильевич Бахтуров и командир 1-й бригады, соратник Думенко Григорий Григорьевич Колпаков. Положение дивизии было угрожающим, и Коробков принял командование дивизией на себя. Приказом РВСР № 97 от 16 июля 1923 года он был награждён вторым орденом Красного Знамени. В приказе отмечалось, что «приняв командование дивизией ввиду смерти командира её, умелым руководством и решительностью одержал полную победу над частями врангелевской армии, чем положил начало полному разгрому её».

После окончания боя я побывал в 11-й кавдивизии. Выступил перед бойцами. Минутой молчания мы почтили память героически погибших начдива и комиссара, комбрига Г. Колпакова. Мне тяжело было говорить о них, как о погибших, и я очень волновался. Потом я вызвал из строя Василия Васильевича Коробкова и представил его бойцам.
— В самый решительный момент боя командир двадцать четвертого полка взял на себя командование дивизией и повел бойцов в атаку, — говорил я. — По поручению Реввоенсовета Конармии объявляю, что отныне Василий Васильевич Коробков — ваш боевой начдив. Служите, товарищи, под его началом так же, как вы это делали при начдиве Морозове и комиссаре Бахтурове. У нас еще будут жаркие схватки. Войска Врангеля еще до конца не разбиты, и я призываю вас с новой силой ударить по врагу. Да здравствует Власть Советов!..
— С. М. Будённый
Затем 11-я дивизия, которой впоследствии было присвоено имя Ф. М. Морозова, участвовала в Перекопско-Чонгарской операции. Будучи введённой в прорыв вслед за 2-й Конной армией, дивизия в составе 1-й Конной армии совместно с другими частями РККА завершила разгром Врангеля.
Затем 1-я Конная армия была передислоцирована в Екатеринославскую губернию, где участвовала в борьбе с махновщиной. В это время Коробков сильно заболел, и дивизию принял донской казак Фёдор Ульянович Лобачёв.
После окончания гражданской войны Коробков командовал кавалерийским полком, 2-й и 3-й бригадами 11-й кавалерийской дивизии. Затем был зачислен в резерв РККА и прикомандирован к Народному комиссариату земледелия СССР. Участвовал в восстановлении конского поголовья в СССР, сильно сократившегося в ходе Первой мировой и Гражданской войн. В 1932 году он был назначен директором 2-го Пятигорского коневодческого института, а в 1933 году уволен в запас.
С началом Великой Отечественной войны он был призван из запаса и участвовал в ней в звании полковника.
Умер в 1968 году.

## Награды
- 2 ордена Красного Знамени (14.02.1922[3][4], 16.07.1923[3][4])
- другие ордена и медали